# Сієна (футбольний клуб)
Сієна (італ. Associazione Calcio Siena) — італійський футбольний клуб з міста Сієна, провінції Тоскана.

## Історія
Клуб засновано 1904 року. Виступав в Серії А з 2003 по 2009 роки. У 2011 році команда знову вийшла в елітний дивізіон, посівши 2 місце в Серії B.

## Статистика за дивізіонами
| Дивізіон | Кількість сезонів | Дебют     | Останній раз |
| -------- | ----------------- | --------- | ------------ |
| A        | 8                 | 2003—2004 | 2011—2012    |
| B        | 15                | 1922—1923 | 2010—2011    |
| C        | 49                | 1927—1928 | 1999—2000    |
| D        | 10                | 1952—1953 | 1975—1976    |

## Поточний склад
За станом на 13 вересня 2011

| №  | Поз. | Нац.      | Гравець                      |
| -- | ---- | --------- | ---------------------------- |
| 1  |      | Сербія    | Желько Бркич (→ з «Удінезе») |
| 2  | ЗХ   | Італія    | Роберто Віт'єлло             |
| 3  | ЗХ   | Італія    | Крістіано дель Гроссо        |
| 5  | ПЗ   | Румунія   | Пол Кодря                    |
| 6  | ЗХ   | Бразилія  | Маріано Анджело              |
| 7  | ПЗ   | Італія    | Дженнаро Троян'єлло          |
| 8  | ПЗ   | Італія    | Сімоне Вергалосса            |
| 9  | НП   | Аргентина | Марсело Ларрондо             |
| 10 | ПЗ   | Італія    | Гаетано Д'Агостіно           |
| 11 | НП   | Італія    | Емануеле Калайо              |
| 12 | ВР   | Італія    | Сімоне Фареллі               |
| 13 | ЗХ   | Італія    | Лука Россеттіні              |
| 14 | ПЗ   | Італія    | Алессандро Гацці             |
| 15 | ЗХ   | Італія    | Нікола Бельмонте             |
| 17 | ПЗ   | Італія    | Паоло Гроссі                 |

| №  | Поз. | Нац.      | Гравець                               |
| -- | ---- | --------- | ------------------------------------- |
| 18 | НП   | Аргентина | Пабло Андрес Гонсалес (→ з «Палермо») |
| 19 | ЗХ   | Італія    | Клаудіо Терці                         |
| 20 | НП   | Аргентина | Джоель Акоста (→ з «Бока Хуніорс»)    |
| 21 | ЗХ   | Італія    | Андреа Россі                          |
| 22 | НП   | Італія    | Маттіа Дестро (→ з «Дженоа»)          |
| 23 | НП   | Італія    | Франко Брієнца                        |
| 25 | ВР   | Італія    | Джанлука Пеголо                       |
| 26 | ЗХ   | Італія    | Emanuele Pesoli                       |
| 27 | ЗХ   | Сербія    | Милан Миланович (→ з «Палермо»)       |
| 33 | ЗХ   | Італія    | Габріеле Анджелла (→ з «Удінезе»)     |
| 36 | ПЗ   | Італія    | Франческо Больцоні                    |
| 70 | ПЗ   | Італія    | Даніеле Манніні                       |
| 77 | ПЗ   | Італія    | Аллесіо Сесту                         |
| 80 | ЗХ   | Італія    | Маттео Контіні (→ з «Реал Сарагоса»)  |
| 83 | ПЗ   | Бразилія  | Реджинальдо                           |